# ريتشارد غوزميتش
ريتشارد غوزميتش (بالمجرية: Guzmics Richárd)‏ (مواليد 16 أبريل 1987) هو لاعب كرة قدم. يلعب مع منتخب المجر لكرة القدم. سبق له أن لعب في بطولة أمم أوروبا لكرة القدم 2016 مع منتخب بلاده.

## روابط خارجية
- ريتشارد غوزميتش على موقع الاتحاد الدولي (مؤرشف)  (الإنجليزية)
- ريتشارد غوزميتش على موقع الاتحاد الأوربي (الإنجليزية)
- ريتشارد غوزميتش على موقع قاعدة بيانات كرة القدم.إي يو (الإنجليزية)
- ريتشارد غوزميتش على موقع ناشيونال فوتبول تيمز (الإنجليزية)
- ريتشارد غوزميتش على موقع Soccerway.com (الإنجليزية)
- ريتشارد غوزميتش على موقع AS.com (الإسبانية)